# Kanagom (album)
Kanagom je deváté studiové album české rockové skupiny Olympic. Jeho nahrávání (včetně anglické verze) probíhalo v březnu 1985 ve studiu Mozarteum v Praze a vyšlo téhož roku u vydavatelství Supraphon. Největším hitem z alba se stala skladba „Jako za mlada“[zdroj?]. Skladba „Co je vůbec v nás“ získala v roce 1985 Zlatou Bratislavskou lyru.
Název albu dala značka lepidla.

## Seznam skladeb
Veškerou hudbu složil Petr Janda, texty napsal Pavel Vrba. Anglické texty napsali Pavel Vrba a Michael Žantovský.
| Pořadí | Název             | Délka |
| ------ | ----------------- | ----- |
| 1.     | Kanagom           | 3:40  |
| 2.     | Tůdle-nůdle       | 4:20  |
| 3.     | Jen sám           | 3:21  |
| 4.     | Zloděj            | 3:16  |
| 5.     | Jako za mlada     | 3:57  |
| 6.     | Minus a plus      | 3:50  |
| 7.     | Tak se půlím      | 3:10  |
| 8.     | Žárlíš            | 2:38  |
| 9.     | Je to dej         | 3:32  |
| 10.    | Co je vůbec v nás | 6:00  |

| Bonusy na reedici z roku 2008 | Bonusy na reedici z roku 2008         | Bonusy na reedici z roku 2008 |
| Pořadí                        | Název                                 | Délka                         |
| ----------------------------- | ------------------------------------- | ----------------------------- |
| 11.                           | Vrať mi moji hořkou lásku             | 2:38                          |
| 12.                           | Už je jí líp                          | 2:49                          |
| 13.                           | To znáš                               | 2:20                          |
| 14.                           | Dva klauni                            | 3:27                          |
| 15.                           | Nehoda                                | 5:22                          |
| 16.                           | What Is It We Are (Co je vůbec v nás) | 6:00                          |
| 17.                           | Rit It Up                             | 2:52                          |
| 18.                           | Long Tall Sally                       | 3:08                          |
| 19.                           | Shake, Rattle and Roll                | 2:45                          |

| Hidden in your mind (exportní anglická verze) | Hidden in your mind (exportní anglická verze) | Hidden in your mind (exportní anglická verze) |
| Pořadí                                        | Název                                         | Délka                                         |
| --------------------------------------------- | --------------------------------------------- | --------------------------------------------- |
| 1.                                            | Can I go                                      | 3:41                                          |
| 2.                                            | Cool babe                                     | 4:20                                          |
| 3.                                            | Oh, no                                        | 3:19                                          |
| 4.                                            | I am a thief                                  | 3:16                                          |
| 5.                                            | Freedom                                       | 3:58                                          |
| 6.                                            | Minus or plus                                 | 3:52                                          |
| 7.                                            | We are trying                                 | 3:10                                          |
| 8.                                            | Stealing                                      | 2:36                                          |
| 9.                                            | That’s the way                                | 3:31                                          |
| 10.                                           | What is it we are                             | 5:58                                          |

## Obsazení
- Petr Janda – zpěv, kytara, aranžmá
- Miroslav Berka – klávesy (Korg Poly-61, Yamaha CS-01, Korg Mini 700S, Rolland Juno 106, Yamaha DX7)
- Milan Broum – basová kytara
- Petr Hejduk – bicí, zpěv